# Баптист-Эстрада, Дебра
Дебра Баптист-Эстрада (род. XX век, Белиз) — директор иммиграционного департамента Белиза. В 2016 году она получила Международную женскую премию за отвагу. В 2019 году стала директором Департамента иммиграции.

## Работа
У Эстрады степень младшего специалиста, она была командиром порта в международном аэропорту Филипа С. В. Голдсона, международного аэропорта города Белиз. Она начала работать в иммиграционной службе аэропорта в середине 1990-х годов. В 2015 году она обнаружила контрабандную организацию, которая заинтересовала власти США, поскольку занималась контрабандой наркотиков и людей в США и Европу. Затем она работала в службе безопасности на северной границе Белиза. Эстрада была сотрудницей иммиграционной службы на границе Санта-Элена в Коросале. Она «последовательно отказывалась от взяток и других стимулов, чтобы смотреть в другую сторону».
В 2016 году она была приглашена в Вашингтон, где получила Международную женскую премию за отвагу от госсекретаря США Джона Керри.
В 2019 году она была утверждена Кабинетом министров Белиза в качестве нового директора Департамента иммиграции. Назначение было произведено, несмотря на то, что были кандидаты с более высокой академической квалификацией. Было отмечено, что некоторым из её коллег в прошлом было отказано в выдаче виз в США, в то время как Эстрада была признана посольством США за честность. Она перешла из отдела национальностей, чтобы сменить Дайану Локк.
В следующем году из-за возвращения белизцев в страну вследствие пандемии COVID-19 иммиграция стала серьёзной проблемой. Баптист-Эстрада заверила всех, кто находится за границей, что они будут радушно приняты, но их здоровье будет проверено, и их попросят самоизолироваться.